# Le Châtaignier des cent chevaux sur les pentes de l'Etna
Le Châtaignier des cent chevaux sur les pentes de l'Etna est une gouache de Jean-Pierre Houël réalisée entre 1776 et 1779. Elle représente le châtaignier des cent chevaux, un arbre remarquable situé sur les pentes de l'Etna, en Italie. Elle est conservée à Paris au musée du Louvre.

## Historique
Ce dessin fit partie d'une série de 46 gouaches pour le Voyage pittoresque des isles de Sicile, de Malte et de Lipari, et fut intégré au cabinet du Roi.

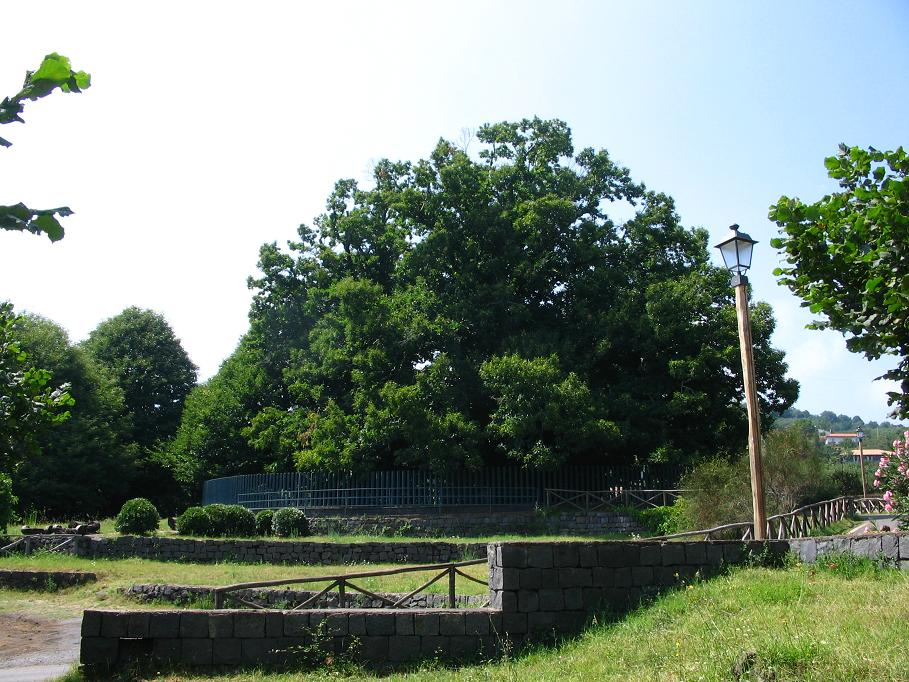
L'arbre qui a inspiré la gouache, vue prise vers 2006 sur la route de Linguaglossa à Sant'Alfio.